# Psilocybe yungensis
Psilocybe yungensis es una especie de hongo psilocibio de la familia Hymenogastraceae del orden Agaricales. Es un hongo lignícola que se alimenta de la madera podrida y contribuye a la degradación de la materia orgánica depositada en los suelos y al ciclo de nutrientes de los bosques húmedos. Crece en racimos y grupos sobre las maderas podridas de árboles en bosques subtropicales y nubosos entre los 1000 y 2000 m s. n. m. Se distribuye en los hemisferios norte y sur de América, y se ha reportado su presencia en Bolivia, Colombia, Ecuador, México y en la isla de Martinica.
Ha sido y es utilizado como embriagante enteogénico por los mazatecos en el sur de México. El escritor estadounidense y pionero de los psicodélicos R. Gordon Wasson verificó las propiedades psicotrópicas de la seta en 1958, pero a la fecha no existen estudios que hayan confirmado la presencia de psilocibina.
El micólogo estadounidense Paul Stamets escribió que este hongo se distingue porque crece en racimos sobre la madera podrida, por su color anaranjado y porque mantiene la forma cónica de su sombrero luego de madurar.

## Descripción

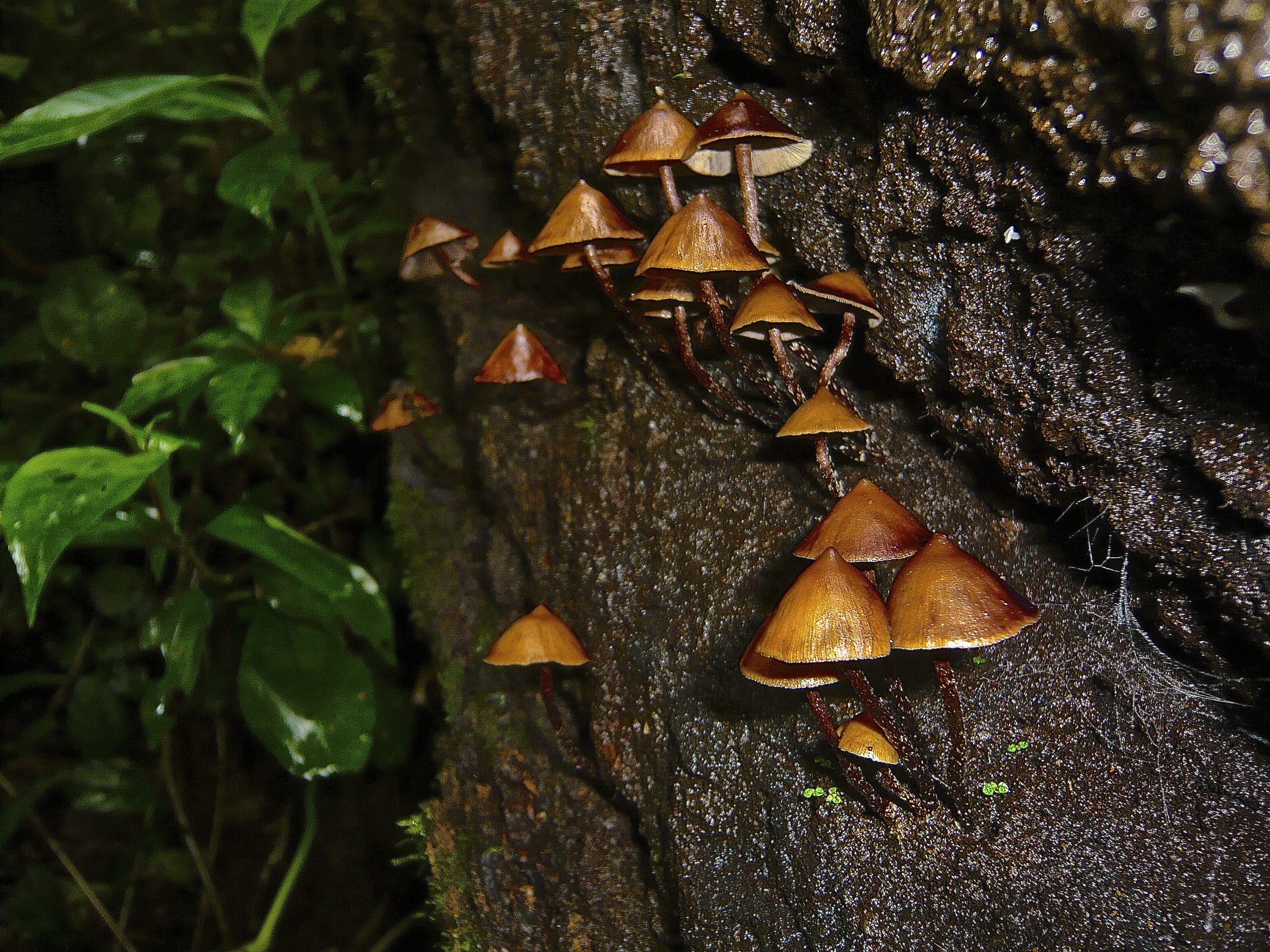
El sombrero de P. yungensis tiene un umbo prominente y el estipe está cubierto por fibrillas blanquecinas. Fotografía de dos esporocarpos en Xalapa, Veracruz, México.

Los cuerpos fructíferos (o basidiocarpos) de P. yungensis tienen píleos (o sombreros) que son cónicos y alcanzan un diámetro de hasta 2,5 cm. Mantienen su forma de campana incluso luego de madurar. La superficie del píleo es lisa y pegajosa y, en especímenes húmedos, tiene estrías radiales (ranuras) que se extienden casi hasta el margen. El color de los sombreros frescos varía de marrón rojizo oscuro a marrón oxidado a marrón anaranjado. La cutícula del sombrero tiene la propiedad de higrofaneidad, es decir, el color cambiará dependiendo de su estado de hidratación. Un sombrero seco en P. yungensis se va desvaneciendo al marrón amarillento opaco o el color de la «paja sucia». La tapa con frecuencia tiene un umbo prominente.
La unión de las láminas al estípite es variable: puede estar adherida al tallo (adnatas) o ligeramente unida (semilibres). El espaciado de las láminas es estrecho, casi abarrotado, y el color es inicialmente gris opaco, luego al madurar los basidios e iniciar a producir esporas el color cambia a marrón violáceo. El tallo es de 3 a 5,5 cm de largo y 1,5 a 2,5 mm de grosor, y tiene un ancho más o menos igual en toda su longitud o un poco más grande cerca de la base. El tallo es hueco y quebradizo; de color marrón pálido en la parte superior y marrón rojizo cerca de la parte inferior. El tallo está densamente cubierto con fibrillas blanquecinas pegadas en su superficie; las fibrillas se desprenden en la madurez para mostrar finalmente una superficie lisa.
El hongo tiene un velo parcial entre el sombrero y el estipe (parecido a la cortina presente en las especies del género Cortinarius), pero no dura mucho; ocasionalmente deja algunos restos de tejido colgando en el margen del sombrero y la parte superior del tallo. No queda ningún anillo en el tallo después de que desaparece el velo. Todas las partes del hongo cuando son lesionadas se vuelven azuladas; estas manchas se oscurecen a medida que el hongo se seca.

### Características microscópicas

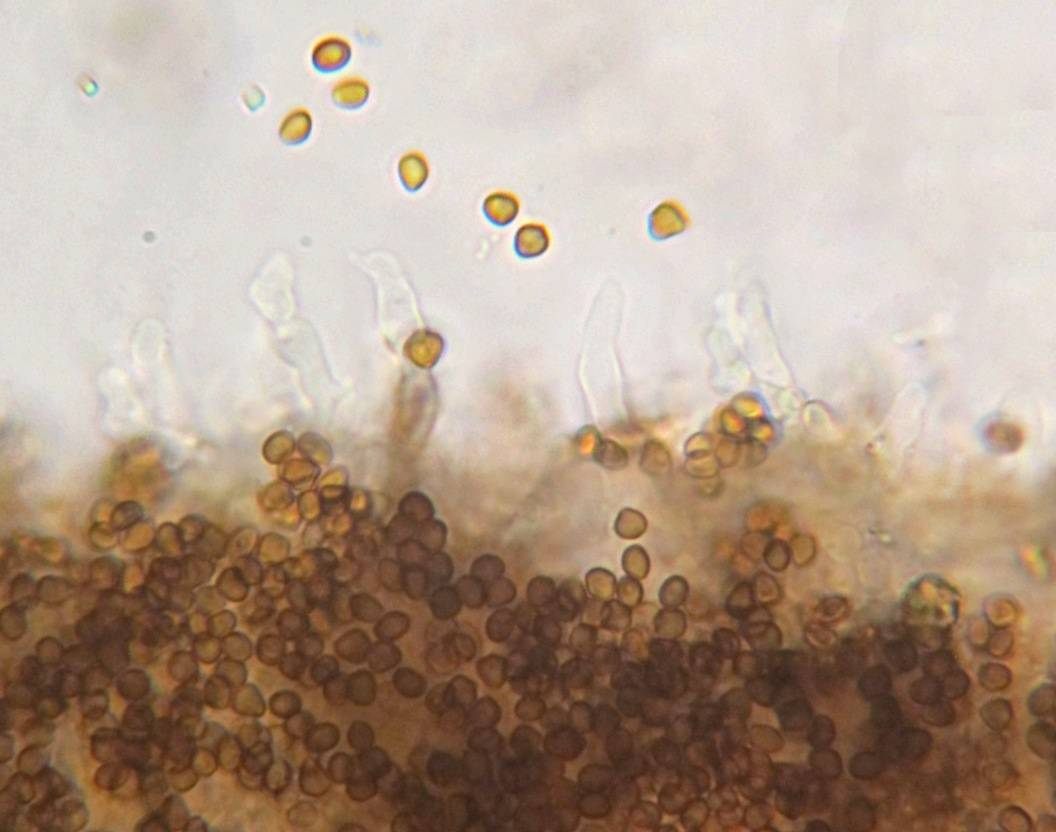
Las esporas y los cheilocistidios son translúcidos.

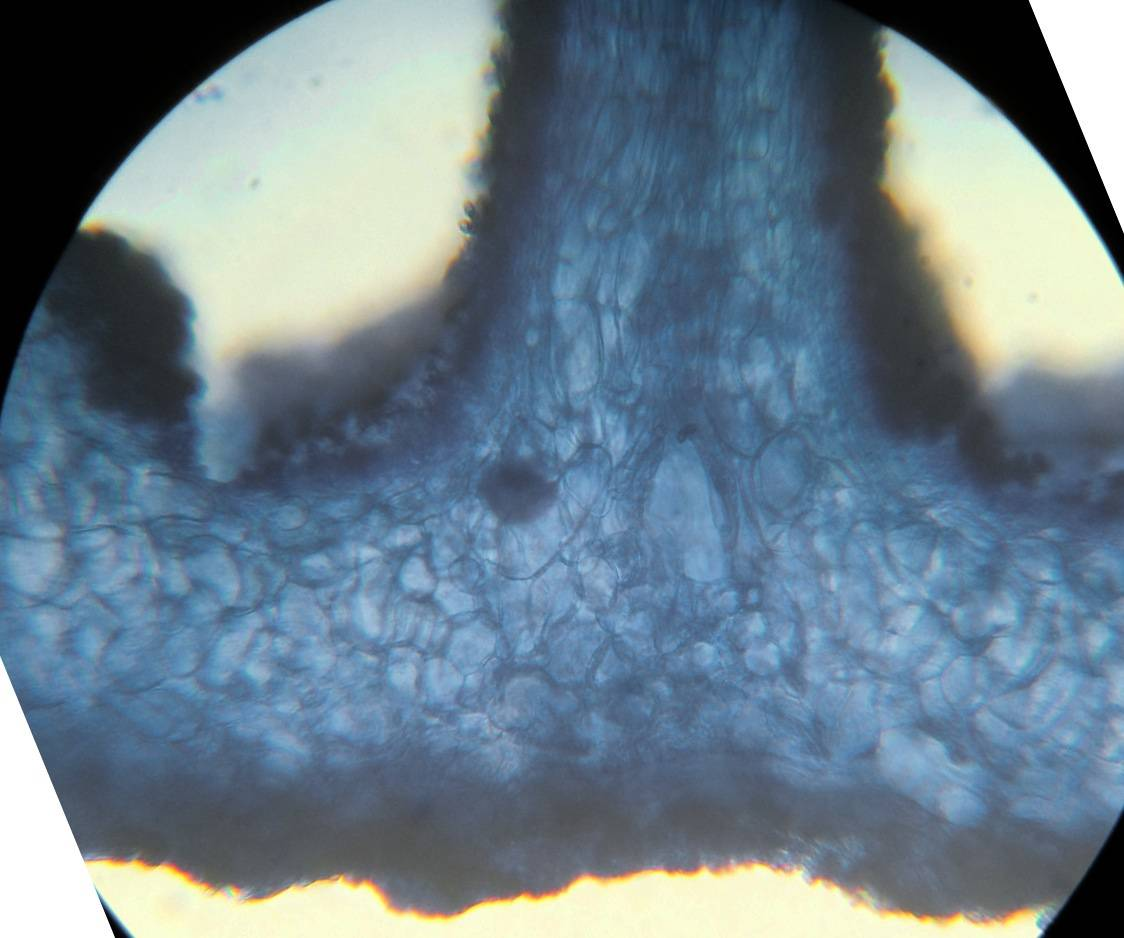
Vista microscópica de la cutícula del sombrero, trama del himenio y tejido laminar utilizando un aumento de 100x.

Las esporas tienen una tonalidad marrón violácea oscura. Las formas van desde aproximadamente romboides a aproximadamente elípticas, y tienen dimensiones típicas de 5–6 por 4–6 μm. Tienen las paredes gruesas y un gran poro germinativo. Las formas de los basidios (células portadoras de esporas) van de claviformes a hinchadas. Estos son traslucidos, poseen por lo general cuatro esporas (aunque en raras ocasiones están presentes dos o tres esporas en las células) y sus dimensiones van de 13-19 por 4,4-6,6 μm.
Los pleurocistidios (cistidios en la cara de las láminas) se encuentran hinchados (ventricosos) cerca de la base y a menudo son mucronados (que terminan abruptamente en punta) en el ápice, y miden 14-25 por 4,4-10,5 μm. Los cheilocistidios (cistidios en el borde de las láminas) son de forma variable y miden 14-40 por 4,4-7,7 μm. Los pleurocistidios son relativamente escasos, mientras que los cheilocistidios son abundantes. Las conexiones en fíbula están presentes en las hifas. La aplicación de una gota de solución de hidróxido de potasio cambia el color tanto del sombrero como del estipe de marrón a negruzco.

### Especies similares
El micólogo estadounidense Paul Stamets señaló que «pocas especies se parecen a P. yungensis», mientras que Michael W. Beug considera que el color de sombrero marrón anaranjado es inusual para un Psilocybe, y mencionando que parece un Conocybe.

## Distribución y hábitat

### Distribución
La especie se encuentra en el noreste, centro y sureste de México, y se ha registrado en varios lugares en los estados de Oaxaca, Puebla, Tamaulipas y Veracruz. También está presente en Bolivia, Colombia y Ecuador (provincias de Pichincha y Pastaza), así como en la isla de Martinica en el Caribe. En 2009 se reportó en China.
En México y Colombia, el hongo generalmente fructifica entre junio y julio; mientras que en Bolivia se registró su aparición en enero.
El micólogo mexicano Gastón Guzmán analizó la distribución de la micobiota en los hemisferios norte y sur de América. Argumentó que dada la alta biodiversidad en Sudamérica, la especie se originó allá y luego llegó a México a través de los bosques mesofíticos de alisos (Alnus spp).

### Hábitat
Psilocybe yungensis es una especie saprótrófica y lignícola que contribuye a la degradación de la materia orgánica depositada en los suelos y al ciclo de nutrientes en los bosques donde crece. Por lo general, crece en grupos o racimos sobre la madera podrida (rara vez en humus); es poco frecuente encontrarla creciendo solitariamente. A menudo se reporta su presencia en plantaciones de café, bosques subtropicales o nubosos, especialmente aquellos que crecen en elevaciones entre los 1000 y 2000 m s. n. m. 
En 1958, durante una expedición en el estado de Oaxaca en el sur de México, Roger Heim y Robert Gordon Wasson identificaron en algunas especies de árboles en cuya madera podrida crecen estos hongos a 1500 m s. n. m. Las especies de árboles se encontraban en el municipio de Huautla de Jiménez y fueron las siguientes: Persea americana, Matayba clavelligera, Coccoloba pubescens y Ocotea veraguensis.

## Taxonomía

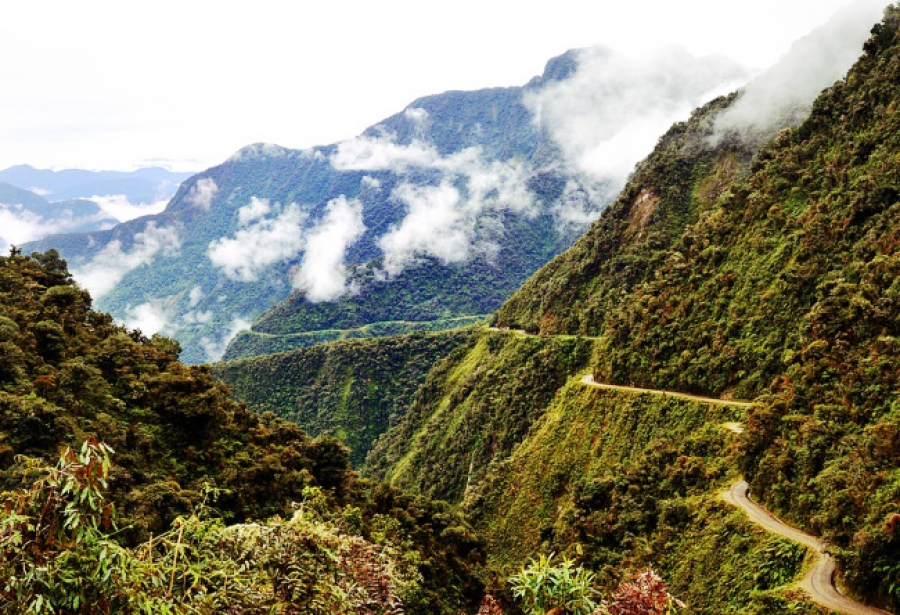
En el bosque nuboso del camino a los Yungas en Bolivia se encontró al holotipo de la especie en 1958.

Psilocybe yungensis fue descrita como nueva para la ciencia por los micólogos Rolf Singer y Alexander Hanchett Smith, y la descripción publicada en la revista científica Mycologia (50) 1: 142 en 1958. Los especímenes usados como holotipo fueron recolectados en la provincia de Nor Yungas, Bolivia, en el camino de La Paz a Coroico. La descripción de 1958 en Mycologia fue breve y en latín, pero meses más tarde en ese mismo año en el siguiente número de la revista hicieron una descripción más extensa en inglés.
De acuerdo Gastón Guzmán, especialista en Psilocybe, las especies Psilocybe acutissima (descrita por Roger Heim en 1959) y Psilocybe isauri (descrita por Singer en 1958, publ. 1959) son sinónimas, ya que tanto las características macroscópicas y microscópicas son las mismas en el material tipo de las tres. Singer consideró que P. isauri era una especie distinta de P. yungensis debido a las diferencias respecto a la vellosidad de la superficie del tallo. Smith nombró a la variedad P. yungensis var. diconica para especímenes que encontró con el umbo cónico, en lugar de obcónico (en forma de cono invertido). De manera similar, la principal característica distintiva que Roger Heim le atribuyó a P. acutissima fue la presencia de un umbo en el sombrero (parecido a la forma de un seno humano). Los estudios posteriores mostraron que las variaciones morfológicas anteriores no justificaban el reconocimiento individual, debido a la naturaleza variable de estas características y la existencia de formas intermedias.
Guzmán ubica a P. yungensis en la sección Cordisporae del género: una agrupación de especies de Psilocybe que se caracteriza principalmente por tener esporas romboides de menos de 8 micrómetros de largo.
Etimología
- Psilocybe: nombre genérico acuñado en 1871 por Paul Kummer que deriva de dos palabras griegas:  ψιλός psilos («desnudo», «calvo») y κύβη kubē («cabeza»), en referencia a la delgada piel que se suelta del píleo.[20]
- yungensis: epíteto otorgado por Singer y Smith al describir por primera vez a la especie en los Yungas de Bolivia; precisamente en las cataratas de San Juan en Coroico.[16]

Sinonimia
- Psilocybe yungensis var. diconica A.H.Smith, 1958
- Psilocybe acutissima Heim, 1959
- Psilocybe isauri Singer, 1959
- Psilocybe subyungensis Guzmán, 1978
- Psilocybe chiapanensis Guzmán, 1995

## Importancia cultural

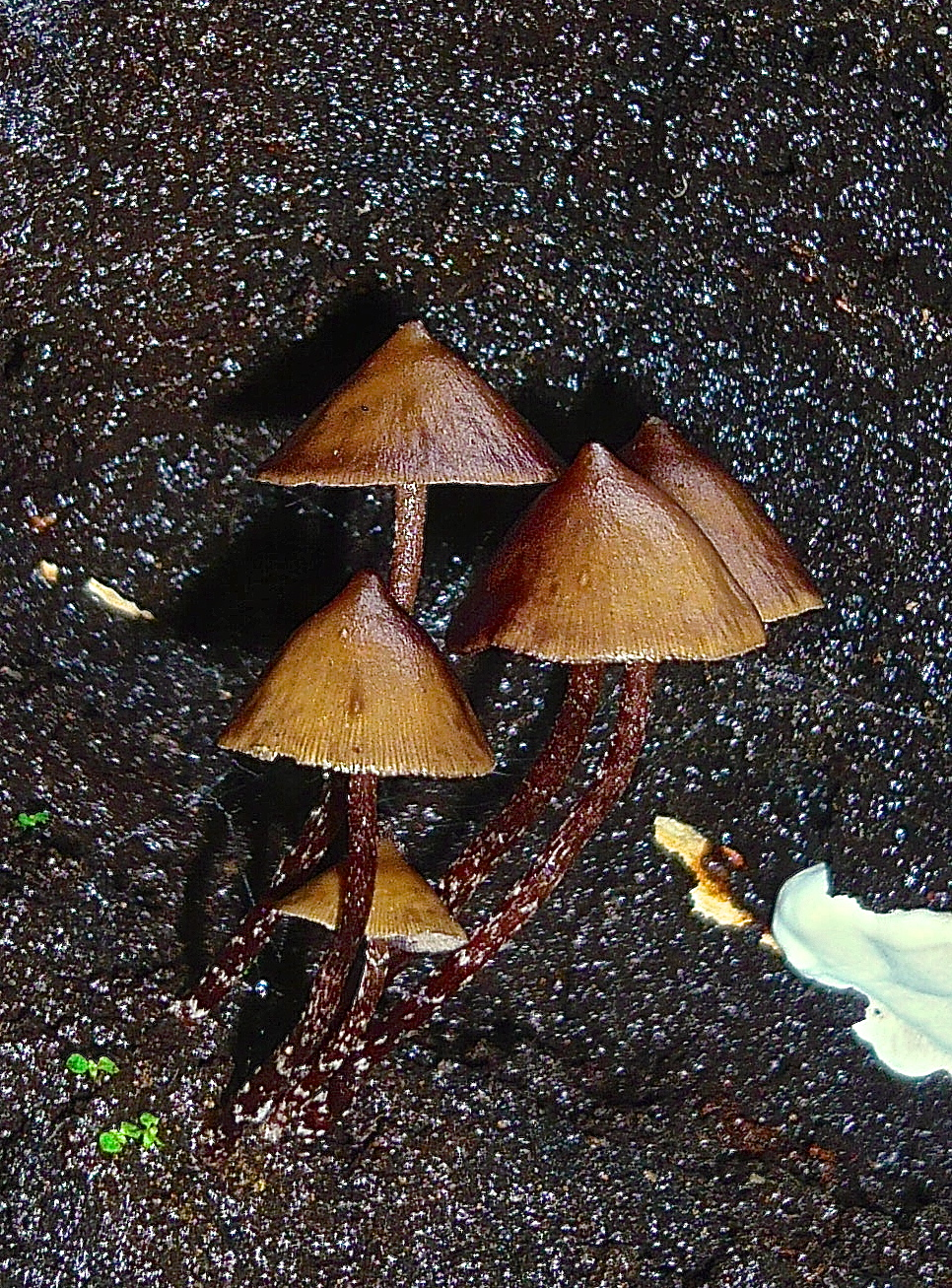
El color de los sombreros frescos de P. yungensis varía de marrón rojizo oscuro a marrón oxidado a marrón anaranjado. Grupo de setas en Xalapa, sur de México.

Los esporocarpos de P. yungensis son utilizados ritualmente con fines enteogénicos por los mazatecos en el estado mexicano de Oaxaca. Robert Gordon Wasson clasificó a la especie como enteogénica luego de ingerirla junto a Thomas Davis en julio de 1958 en Río Santiago, localidad del municipio de Huautla de Jiménez en Oaxaca. Thomas ingirió 20 pares de setas para verificar los efectos del hongo y reportó «un efecto atenuado, pero indiscutible, acompañado de visiones geométricas», mientras que Wasson ingirió 12 pares e indicó que tuvo alucinaciones «bastante extensas y la misma sensación de euforia».

### El «hongo del árbol» de los yurimaguas
De acuerdo a Richard Evans Schultes y Albert Hofmann, se ha sugerido que P. yungensis es el «hongo del árbol» reportado por los misioneros jesuitas de los siglos XVII y XVIII en Perú, un hongo rojizo que aparentemente fue la fuente de una bebida intoxicante utilizada por los yurimaguas —fusión de los pueblos yuri y omaguas— en la amazonía de ese país. Es el escritor jesuita José Chantre y Herrera que hace el reporte:

los Zurimaguas mezclan hongos que se crían en árboles caídos, con cierta especie de telilla colorada, que suele estar pegada a troncos podridos. Es sumamente cálida esta telilla, y no hay bebedor que no caiga con su bebida, á tres pilches. Tanta es su fortaleza, ó por mejor decir, su veneno.
Historia de la misión de los indios Mainas y de otras muchas naciones situadas
en el Marañón español y en otros varios ríos que desembocan en él (1637-1767)
José Chantre y Herrera (publ. 1901): 85.

Jonathan Ott —un estudioso de los enteógenos— también ha sugerido que la especie reportada en el siglo XVII puede ser P. yungensis. Argumenta que si bien la especie nunca ha sido reportada en Perú, el país se «encuentra ciertamente dentro de su ámbito geográfico» al encontrarse ya en hábitats similares en Colombia, Ecuador y Bolivia. Sin embargo, no existe un registro establecido de uso de hongos alucinógenos en esa área, y es posible que el hongo pueda ser una especie psicodélica de un hongo del género Gymnopilus que crece en la madera de los árboles. En los estudios de la especie Gymnopilus purpuratus se ha encontrado la presencia de psilocibina, psilocina y baeocistina en diferentes extractos de la seta. Ott también ha sugerido la posibilidad de que sea pueda ser el liquen Dictyonema huaorani, especie que contiene trazas de 5-Meo-DMT y psilocibina.

### Estudios farmacológicos

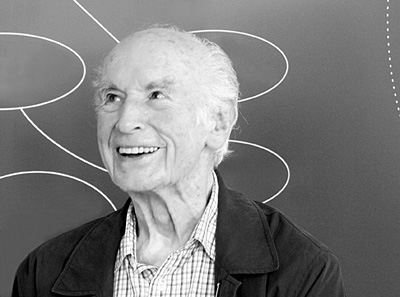
Hofmann logró aislar en 1958 por primera vez la psilocibina de las muestras secas de P. mexicana y P. cubensis que recogieron Heim y Wasson en México.

En 1958 Roger Heim y Albert Hofmann estudiaron una serie de setas para determinar la presencia de alcaloides psicotrópicos en ellas. Lograron identificar la presencia de psilocibina y psilocina en Psilocybe mexicana, Psilocybe sempervivae, Psilocybe wassonii y Psilocybe cubensis. Encontraron solamente psilocibina en las siguientes especies: Psilocybe aztecorum, Psilocybe zapotecorum y Psilocybe caerulescens var. mazatecorum (sinónimo de P. caerulescens). En el mismo estudio se realizaron también dos análisis cromatográficos de muestras secas de Psilocybe yungensis. No se logró detectar ni la psilocibina ni la psilocina en los especímenes recolectados en Río Santiago, a pesar de las pruebas de ingestión de Wasson y Davis que verificaron las propiedades psicotrópicas en esa misma muestra.
Jonathan Ott mencionó en su libro Pharmacotheon (1993) que, aunque Hofmann no pudo detectar la presencia de los alcaloides en las muestras, «indudablemente contiene psilocibina y/o psilocina», ya que de acuerdo a las pruebas de ingestión si resultaron ser psicoactivas.

### Farmacodinámica
Los alcaloides monoamina principales hallados en los hongos psicotrópicos del género Psilocybe son la psilocibina (4-fosforiloxi-N,N-dimetiltriptamina) y la psilocina (4-hidroxi-N,N-dimetiltriptamina). Al ser ingeridos oralmente, la psilocibina contenida en las setas se metaboliza en el hígado transformándose en psilocina, la molécula responsable de los efectos psicotrópicos en el ser humano. La psilocibina atraviesa una rápida hidrólisis de sus grupos fosfato a partir de su contacto con la enzima fosfatasa alcalina, convirtiéndose en el metabolito activo psilocina. Estos efectos psicotrópicos o acción en el cerebro se deben a que la estructura química de la psilocina es similar a la del neurotransmisor serotonina. La psilocina actuará acoplándose a los receptores 5-HT2A del sistema nervioso central.
Una vez ingeridos los hongos, los efectos alucinógenos se empiezan a manifestar dentro de las primeras dos horas, posteriormente, se reducen entre las 3 a 4 horas, y finalmente, desaparecen entre las 4 y 8 horas.

### Toxicidad

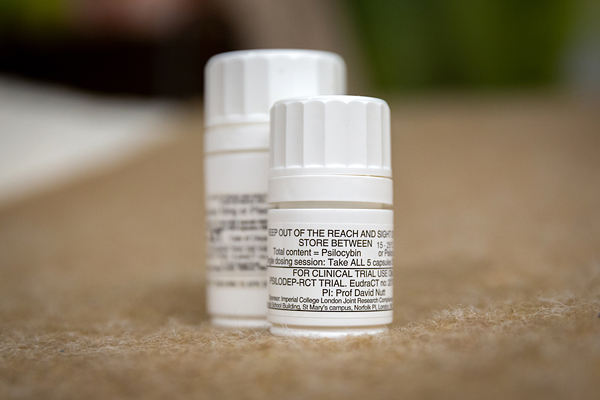
'Psilodep' (Estudio de psilocibina en depresión) es un programa de investigación a través de ensayos clínicos con psilocibina del Centro Imperial para la Investigación Psicodélica.

La psilocibina carece de efectos tóxicos en los sistemas digestivo, renal, respiratorio, circulatorio y endocrino a corto y largo plazo. Una de las características de este alcaloide triptamínico es la especificidad de su acción en el sistema nervioso central, considerándose la psilocibina «extraordinariamente segura a nivel orgánico, sin que exista en la práctica una dosis tóxica que pueda poner en peligro la vida del usuario a través de una intoxicación aguda». Debido a lo anterior, la psilocibina se encuentra en investigación a nivel de ensayos clínicos para su uso en el tratamiento de adicciones, la ansiedad por la muerte y la depresión severa.
No obstante, al igual que con las microdosis psicodélicas de psilocibina, es posible que los pacientes o usuarios reporten síntomas negativos como ansiedad, malestar físico y la concentración disminuida. En un estudio a partir de encuestas, el 39 % de los encuestados calificó sus experiencias con dosis completa de psilocibina como una de las cinco experiencias psicológicamente más desafiantes de sus vidas.

## Nombres comunes
En México lleva los siguientes nombres: clavitos del Señor, cositas, hongo adivinador, hongo del genio, hongo que adormece y pajarito de monte.
En la lengua mazateca a esta especie se la llama 'ntí si tho ta' a ya, que se traduciría como «lo que surge con el árbol». El término se compone de las siguientes palabras:
- ’ntí, un prefijo de deferencia y afecto, el apóstrofo inicial marca una pausa glótica[50]
- si thó, que significa «lo que surge»[33]
- ta' a ya, que significa «unido al árbol»[49]

Para denominar a la seta de la especie P. mexicana los mazatecos utilizan el término 'ntí si tho ni se, que se traduce como «el pajarito que surge». En cambio, para P. caerulescens el nombre vernáculo es 'ntí ki so, que significa «deslizamiento de tierra». María Sabina explicó que este hongo surge sobre el bagazo de la caña de azúcar, pero que en el pasado lo encontraban en los lugares en donde la tierra se había derrumbado.